# Pleurální dutina
Pleurální dutina (latinsky cavitas pleuralis) je štěrbinovitý prostor mezi poplicnicí, jež pokrývá plicní laloky, a pohrudnicí, pokrývající hrudní stěnu, bránici a středohrudí. Jedná se o zbytek tělní dutiny, coelomu, který je vyplněn jen minimálním množstvím tekutiny, jež umožňuje pohyb plic vůči hrudní stěně, bránici a středohrudí. Za normálních okolností je tento prostor nepatrný a v dutině je nižší tlak než v okolí. Tento podtlak zabraňuje kolapsu měkkých plic a umožňuje jejich naplnění vzduchem při nádechu.
Při některých chorobných stavech nebo při proděravění pohrudnice se tlaky mohou vyrovnat, či dokonce zvýšit, což mívá neblahé důsledky pro dýchání. Plíce totiž zkolabuje. Nahromadění vzduchu či jiného plynu v pleurální dutině se nazývá pneumotorax. Za patologický stav se rovněž považuje nahromadění tekutiny v pleurální dutině neboli hydrothorax.
Pleurální dutina je párová, samostatná pro levou a pravou stanu hrudníku.